# Humesipontius arthuri
Humesipontius arthuri is een eenoogkreeftjessoort uit de familie van de Dirivultidae. De wetenschappelijke naam van de soort is voor het eerst geldig gepubliceerd in 2003 door Ivanenko & Ferrari.